# South African Communist Party
Die South African Communist Party (SACP, englisch für Südafrikanische Kommunistische Partei) ist eine politische Partei in Südafrika. Sie wurde 1921 als Communist Party of South Africa (CPSA, ‚Kommunistische Partei Südafrikas‘) gegründet und kämpfte gegen die Apartheid. Die SACP bildet heute gemeinsam mit dem African National Congress (ANC) und dem Congress of South African Trade Unions (COSATU) die sogenannte Tripartite Alliance (‚Allianz dreier Parteien‘).

## Geschichte

### Communist Party of South Africa
Die Kommunistische Partei Südafrikas (CPSA) wurde am 30. Juli 1921 in Kapstadt gegründet. Zu den Vorgängerorganisationen gehörte die International Socialist League (ISL), die 1920 vergeblich einen Antrag auf Aufnahme in die Kommunistische Internationale (Komintern) gestellt hatte. Erster Generalsekretär der CPSA war William H. Andrews. Anfangs durften nur weiße Südafrikaner der CPSA beitreten, darunter waren auch osteuropäische Juden, die zahlreich rekrutiert wurden, zudem auch Inder. David Ivon Jones, zugleich erster südafrikanischer Botschafter in Moskau, hatte der Komintern zu erklären versucht, dass die Arbeiter mit politischem Bewusstsein eben weiß seien, es aber um den Kampf gegen die kapitalistische Klasse und nicht um einen Konflikt zwischen Schwarzen und Weißen gehe.
Die Partei wurde während der bewaffneten Witwatersrand-Rebellion weißer Minenarbeiter 1922 bekannt. Dabei setzte sie sich für die weißen Minenarbeiter ein, die um ihr Monopol bei den Positionen als Aufseher fürchteten. Im Streik wurde die Parole Workers of the world, unite and fight for a white South Africa! („Arbeiter aller Länder, vereinigt euch und kämpft für ein weißes Südafrika!“) verwendet. Die Unterstützung der weißen Arbeiter warf die CPSA zurück.
Auf dem Parteikongress 1924 wurde von den ausschließlich weißen Delegierten erstmals die Öffnung der CPSA für Schwarze diskutiert; der chairman Sidney Bunting gehörte zu den Unterstützern dieser Linie. Die CPSA arbeitete teilweise in Personalunion mit der Industrial and Commercial Workers Union (ICU) zusammen, bis die ICU-Führung 1926 dies unterband.
1928 nahm die CPSA auf Druck der Kommunistischen Internationale die Native-Republic-These an, die besagte, dass Südafrika den Schwarzen gehöre. Zur selben Zeit begann die Zusammenarbeit mit dem ANC. An einer Demonstration der beiden Organisationen nahmen rund 5000 Menschen teil. Andrews wurde 1929 aus der Partei ausgeschlossen, Albert Thomas Nzula wurde erster nicht-weißer Generalsekretär der CPSA. Er starb bereits 1933 im Alter von 28 Jahren.
Von 1926 bis 1930 erschien das Parteiorgan The South African worker. Bis 1933 sank nach harter Repression gegen die Partei die Mitgliederzahl auf rund 150 Personen. Ab 1930 gab die Partei das Magazin Umsebenzi (auch South African worker) heraus, das 1936 in South African worker (auch Umsebenzi) umbenannt wurde. Diesem folgte vom Dezember 1940 bis zum Juni 1950, der Zeitpunkt ihrer Selbstauflösung, das Parteiorgan Inkululeko (auch Freedom).
Mit weiteren linken Organisationen waren CPSA und ANC ab 1935 an der All African Convention beteiligt, die sich gegen die diskriminierenden Gesetze der Regierung Hertzog richtete. 1939 wurde Moses Kotane Generalsekretär. 1940 wurden Kotane und J. B. Marks in das Resolutions Committee des ANC gewählt. Ab 1941 gehörte Yusuf Dadoo zum Zentralkomitee (ZK) der Partei. Er vertrat auch den South African Indian Congress. 1945 wurde Bram Fischer erstmals in das ZK gewählt. 1946 veranstaltete die CPSA mit Kotane in Langa eine militante Demonstration gegen die Passgesetze. Kotane und andere hochrangige CPSA-Politiker wurden des Aufruhrs bezichtigt; das Verfahren wurde erst 1948 eingestellt. 1948 wurde Dadoo Vorsitzender. 1949 wurde das CPSA-Mitglied Sam Kahn als Vertreter der Nicht-Weißen in der westlichen Kapprovinz in die Nationalversammlung gewählt.
Die CPSA wurde 1950 durch den Suppression of Communism Act für illegal erklärt. Sie löste sich im Juni 1950, wenige Tage vor Inkrafttreten des Gesetzes, offiziell selbst auf und ging in den Untergrund. Kahn wurde aus dem Parlament ausgeschlossen, Brian Percy Bunting, ebenfalls ein früheres CPSA-Mitglied, ersetzte ihn bis 1953, wurde aber ebenfalls ausgeschlossen.

Flagge der South African Communist Party

### South African Communist Party
Im selben Jahr erfolgte auf einem Geheimtreffen eine Neugründung unter dem Namen South African Communist Party (SACP). Die SACP verlagerte ihre Aktivitäten zum ANC, wo sie versuchte, dessen Ausrichtung von einer schwarz-nationalistischen Einstellung hin zu einer nicht-rassischen zu beeinflussen. Schwarze Mitglieder der SACP sollten dem ANC beitreten und sich dort um Führungspositionen bemühen, während die weiße Führungsspitze der SACP den Congress of Democrats (‚Kongress der Demokraten‘) formte, der sich mit dem ANC und anderen nicht-rassischen Organisationen zur Congress Alliance (‚Allianz der Kongresse‘) zusammenschloss. Die Führung des Congress of Democrats arbeitete die Freiheitscharta (Freedom Charter) aus, die vom African National Congress und weiteren oppositionellen Organisationen 1955 auf dem „Volkskongress“ nahe Johannesburg angenommen und zum Grundstein des Widerstandes des ANC während der Jahre der Unterdrückung wurde.
1958 wurde bei einem illegalen Treffen ein neues ZK gewählt. Dadoo blieb Vorsitzender, Kotane Generalsekretär. Auch Fischer, Ruth First, Walter Sisulu, Joe Slovo, Lionel Bernstein und J. B. Marks gehörten damit dem ZK an. 1959 wurde die erste Ausgabe von The African Communist herausgegeben. Die Zeitschrift war jedoch in Südafrika verboten. Um die Arbeit der SACP zu verbessern, wurde Dadoo 1960 nach London abgeordnet. Im selben Jahr wurden nach dem Massaker von Sharpeville alle Aktivitäten des ANC untersagt, so dass er ebenfalls im Untergrund agieren musste. In der Folge gründeten ANC – unter Führung von Nelson Mandela – und SACP den Umkhonto we Sizwe (MK, „Speer der Nation“) als bewaffneten Arm beider Organisationen.
Der Kommunist Joe Slovo war erster Stabschef des Umkhonto. Zahlreiche Anführer des MK wurden bald nach der Gründung verhaftet. In der Folge wurden 1963 im Rivonia-Prozess neben prominenten ANC-Mitgliedern wie Mandela auch Kommunisten wie Denis Goldberg und Lionel Bernstein angeklagt. Bram Fischer gehörte zu den Verteidigern. Die meisten Angeklagten wurden zu hohen Haftstrafen verurteilt. Der Einfluss der SACP wuchs bald, da kommunistische Staaten den ANC mit Geld und Waffen versorgten. Der ANC selbst jedoch blieb bei einer der Sozialdemokratie ähnlichen politischen Linie. Die ZK-Treffen der SACP fanden ab 1963 in verschiedenen osteuropäischen Hauptstädten statt. 1966 wurde J. B. Marks Vorsitzender, Kotane blieb Generalsekretär. 1972, bei einem ZK-Treffen in Ost-Berlin, wurde Dadoo nach Marks’ Tod erneut als Vorsitzender gewählt. 1979 wurde Moses Mabhida nach Kotanes Tod Generalsekretär. Die SACP-Mitglieder Joe Modise und Chris Hani waren ebenfalls Stabschefs des MK. 1984 zog die Parteizentrale in das sambische Lusaka um. 1986 wurde Joe Slovo nach Dadoos Tod neuer SACP-Vorsitzender.
Am 2. Februar 1990 wurde das Verbot der SACP in Südafrika aufgehoben. Hani wurde 1991 Generalsekretär, 1993 wurde er jedoch ermordet. 1990 schlossen SACP, ANC und Congress of South African Trade Unions (COSATU) die Tripartite Alliance. Druck von außen und interne Zerfallsprozesse führten schließlich zum Ende des Apartheid-Regimes in Südafrika im Jahr 1994. Die neue vom ANC unter Nelson Mandela geführte Regierung wurde auch von der SACP mitgetragen. Drei Mitglieder der SACP, Ronnie Kasrils, Joe Slovo und Mac Maharaj, gehörten dem ersten ANC-Kabinett an, das bis 1999 amtierte. SACP- und COSATU-Mitglieder stehen seit 1994 regelmäßig auf den Wahllisten des ANC. Die Tripartite Alliance bestimmt bis heute die Politik in Südafrika.
Am 6. Dezember 2013, am Tag nach dem Tod Mandelas, veröffentlichte die SACP einen Nachruf, in dem sie ihn als Mitglied des Zentralkomitees der Partei Anfang der 1960er Jahre herausstellt.

## Struktur
An der Parteispitze stehen der Vorsitzende (Chairperson), seit 2012 Senzeni Zokwana (gleichzeitig Präsident der National Union of Mineworkers), und der Generalsekretär (seit 1998 Blade Nzimande). Das Politbüro umfasst elf Personen, das Zentralkomitee hat 35 Mitglieder. Die Jugendorganisation der SACP ist die Young Communist League. Das Hauptquartier befindet sich im Johannesburger Stadtteil Braamfontein im Cosatu House.
Das Parteisymbol ist ein roter, fünfzackiger Stern, darin ein ebensolcher schwarzer Stern, darin das gelbe Symbol von Hammer und Sichel. Häufig wird der schwarze Stern mit dem gelben Symbol auf rotem Grund verwendet.